# Disappeared Completely
Disappeared Completely (англ. «Исчезнувшие Полностью») — украинская музыкальная группа, основанная в 2016 году. Состав группы: Виталий Шапка, Виктория Федоренко, Кристина Загорская, Михаил Алещенко. Работают в жанре альтернативная музыка в стиле инди-поп, трип-хоп.